# Steffen Behrens
Steffen Behrens (* 12. Juli 1987 in Oldenburg) ist ein ehemaliger deutscher Basketballspieler.

## Laufbahn
Der Sohn des ehemaligen Basketballspielers Klaus Behrens spielte in der Jugend des Oldenburger TB und bestritt Länderspiele für die deutsche Junioren-Nationalmannschaft. 2007 wechselte er nach Braunschweig und spielte für die SG Braunschweig in der 2. Bundesliga ProB. In der Saison 2008/09 kam er des Weiteren zu einem Kurzeinsatz für die New Yorker Phantoms Braunschweig in der Basketball-Bundesliga. 2009 schloss sich der 2,09 Meter große Innenspieler dem Zweitligisten GiroLive-Ballers Osnabrück an, für den er während des Spieljahres 2009/10 in elf Begegnungen der 2. Bundesliga ProA auf dem Feld stand, ehe er in der Winterpause nach Oldenburg zurückging und im weiteren Saisonverlauf für die zweite Mannschaft des Oldenburger TB in der 2. Regionalliga auflief.
2010 zog er ins Saarland, dort spielte Behrens 2010/11 sowie 2011/12 für den ATSV Saarbrücken in der 2. Regionalliga und ab 2012 für den TV 1872 Saarlouis in der 1. Regionalliga. 2014 gewann er mit Saarlouis den Meistertitel in der 1. Regionalliga Südwest. Anschließend trat er im Leistungsbasketball nicht mehr in Erscheinung.